# Schizonycha longa
Schizonycha longa är en skalbaggsart som beskrevs av Moser 1917. Schizonycha longa ingår i släktet Schizonycha och familjen Melolonthidae. Inga underarter finns listade i Catalogue of Life.